# Dreischusterhütte
Dreischusterhütte (italsky Rifugio Tre Scarperi) je horská chata v majetku sekce Drei Zinnen spolku Alpenverein Südtirol ležící v Sextenských Dolomitech v Jižním Tyrolsku. Nachází se v nadmořské výšce 1635 m v údolí Innerfeldtal, které je součástí přírodního parku Drei Zinnen.

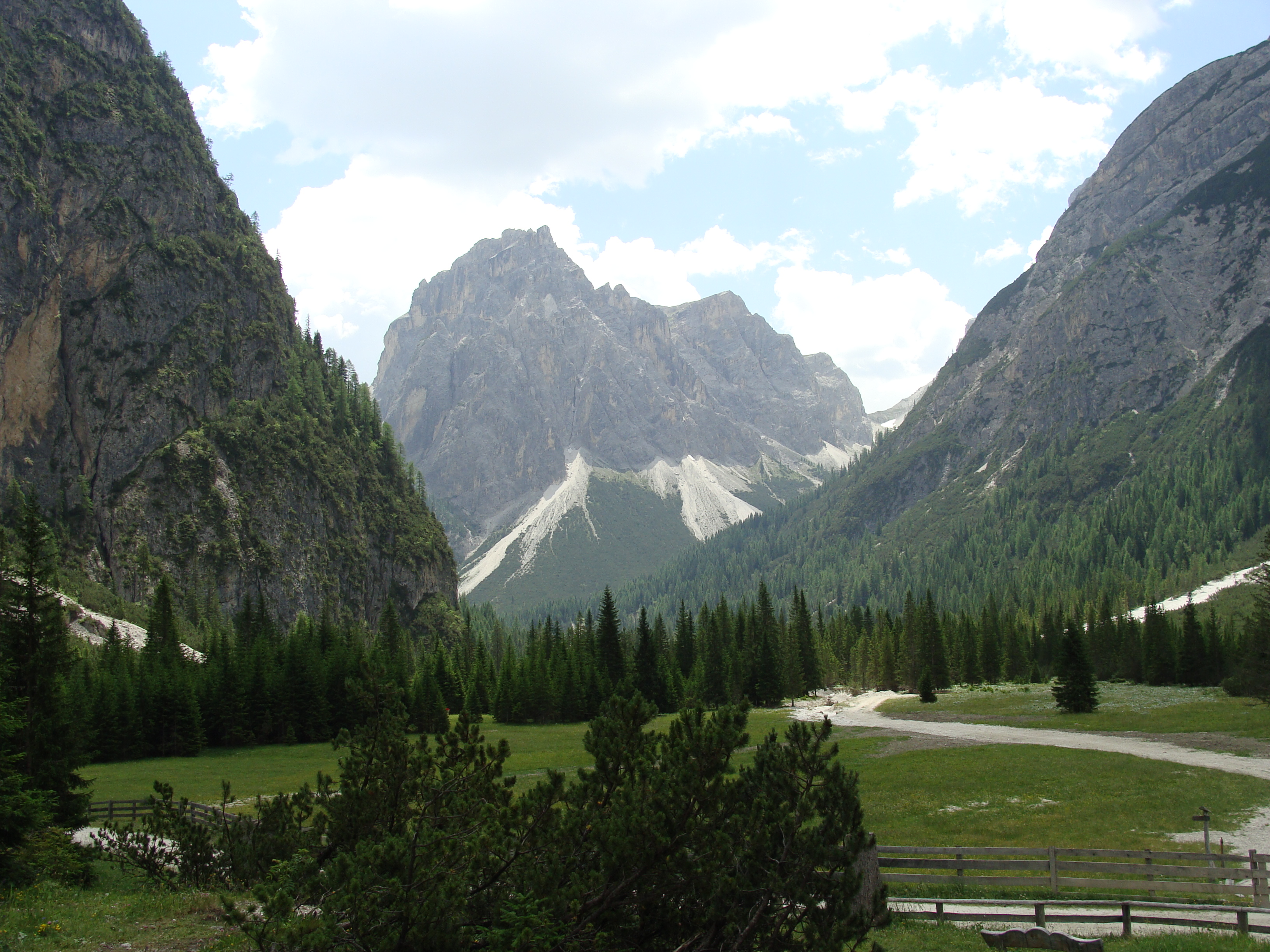
Morgenkopf (2493 m) – Pohled od chaty

## Historie
První jednoduchá dřevěná chata byla postavena před první světovou válkou v letech 1911 až 1913. Tato chata byla v roce 1923 zcela zničena požárem. O rok později byla postavena první kamenná budova s obslužnými a spacími místnostmi. Po několika změnách majitelů se chata v roce 1934 stala majetkem společnosti „Ente per le Tre Venezie“, která ji využívala jako rekreační dům. V roce 1973 získal dům Alpenverein Südtirol, nechal ho zbourat, protože byl ve špatném stavu, a o něco výše postavil novou chatu, která byla otevřena v roce 1975.

## Přístupnost
Nejjednodušší přístup je po silnici v údolí Innerfeldtal, kde je několik parkovišť. Asi dva kilometry pod chatou se nachází parkoviště pro turisty. Přístup k parkovištím je však časově omezen. Na parkoviště se lze dostat i autobusem z městečka San Candido. Souběžně se silnicí vede také turistická stezka. K chatě se dostat také z údolního města Sexten přes Gselltal, Außergsell a Steinalpe po turistickém chodníku 12A. Pěší přístup z městečka San Candido je možný přes Monte San Candido (1703 m), případně od horní stanice lanovky u chaty Haunoldhütte. Nejbližší dostupná chata v přírodním parku Drei Zinnen je Dreizinnenhütte (2405 m).

## Dostupné vrcholy
Chata slouží jako výchozí bod pro túru na vrchol Dreischusterspitze (3145 m), nejvyšší vrchol Sextenských Dolomit. Normální trasa s obtížností III (UIAA) je dlouhá a technicky náročná lezecká túra. Vede od Dreischusterhütte přes severozápadní Steinalpkar ke Steinalpscharte a dále přes východní hřeben. Poblíž chaty se také odpojuje via ferrata z Innerfeldtalu přes Kohlenbrenntal na čtyřvěžový hřeben Haunoldgruppe. Zde se lze dostat na hlavní vrchol (2966 m), na kterém stojí vrcholový kříž. Výstup vede převážně po neznačených cestách. Pokud budete pokračovat ve výstupu v údolí Innerfeldtal, můžete odbočit do údolí Hangenalpeltal přes Lückele-Scharte (2545 m) a dosáhnout vrcholů Hochebenkofel (2905 m) a Birkenkofel (2922 m), které jsou blízko sebe. U odbočky do Innichbacherngraben lze vystoupit na Schusterplatte (2957 m). Cestou k chatě Dreizinnenhütte mohou být obohacujícími cíli fixní lanové cesty na Toblinger Knoten nebo na Šablona:Paternkofel.